# Torula deospora
Torula deospora är en svampart som först beskrevs av Bat. & H.P. Upadhyay, och fick sitt nu gällande namn av de Hoog & Grinb. 1975. Torula deospora ingår i släktet Torula, divisionen sporsäcksvampar och riket svampar.   Inga underarter finns listade i Catalogue of Life.